# Scharführer

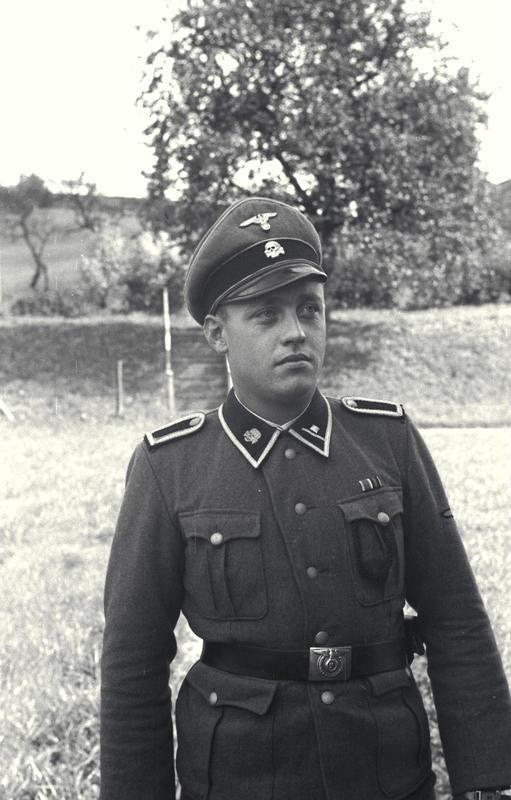
Een SS-Scharführer dienende in Mauthausen

Scharführer was een titel in de nazipartij die gebruikt werd door verschillende paramilitaire organisaties, vanaf 1925 tot 1945. Vertaald betekent het "sectieleider”, de titel van Scharführer komt van origine uit de Eerste Wereldoorlog, waar een Scharführer meestal een sergeant of korporaal was die speciale actie- of schok- troepen- secties leidde. De term Schar betekent: "sectie” of "groep”.
Scharführer is meestal herkenbaar aan de rang van de SS of titel in de SA. Scharführer werd voor het eerst gebruikt als een titel in de Sturmabteilung (SA), met zijn origine uit 1921, en werd pas daadwerkelijke een rang in 1928. Scharführer was de eerste onderofficiersrang in de SA en was herkenbaar aan de enkele ster gecentreerd op een kraagspiegel. In 1930 werd een oudere Scharführer bevorderd in de nieuwe rang van SA-Oberscharführer, deze was herkenbaar door een toegevoegde zilveren streep op de kraagspiegel van de Scharführer.
De Schutzstaffel (SS) gebruikte dezelfde insignes voor Scharführer als de SA, maar de hoogte van de rang veranderde in 1934 met de reorganisatie van de SS-rangenstelsel. In die tijd was de oudere rang van SS-Scharführer bekend als SS-Unterscharführer met de titel van SS-Scharführer gelijkwaardig aan de rang van een SA-Oberscharführer. De rang van SS-Truppführer werd verwijderd uit de SS, om vervangen te worden door SS-Oberscharführer en de nieuwe rang van SS-Hauptscharführer. De vroege Waffen-SS creëerde een nog hogere rang, bekend als SS-Sturmscharführer.
Binnen de SA was Scharführer een hogere rang dan SA-Rottenführer, terwijl in de SS een Scharführer hoger was dan een SS-Unterscharführer. De rang van Scharführer werd ook gebruikt door andere naziorganisaties zoals Nationalsozialistisches Fliegerkorps (NSFK), Nationalsozialistisches Kraftfahrkorps (NSKK), Hitlerjugend (HJ).

## Opmerkelijke personen met deze rang
- Erich Fuchs, betrokken bij de Aktion T4 en de Aktion Reinhard
- Josef Hirtreiter, werkte in het concentratiekamp Treblinka
- Franz Hödl, werkte in het vernietigingskamp Sobibór
- Erich Lachmann, werkte in het vernietigingskamp Sobibór, maar werd tijdens het proces van Sobibór vrijgesproken
- Heinrich Matthes, werd tijdens het proces van Treblinka veroordeeld tot levenslang tuchthuis
- Josef Vallaster, werd tijdens de Opstand van Sobibór vermoord
- Franz Wolf, werd tijdens het proces van Sobibór veroordeeld tot acht jaar tuchthuis

Insignes van de rang Scharführer
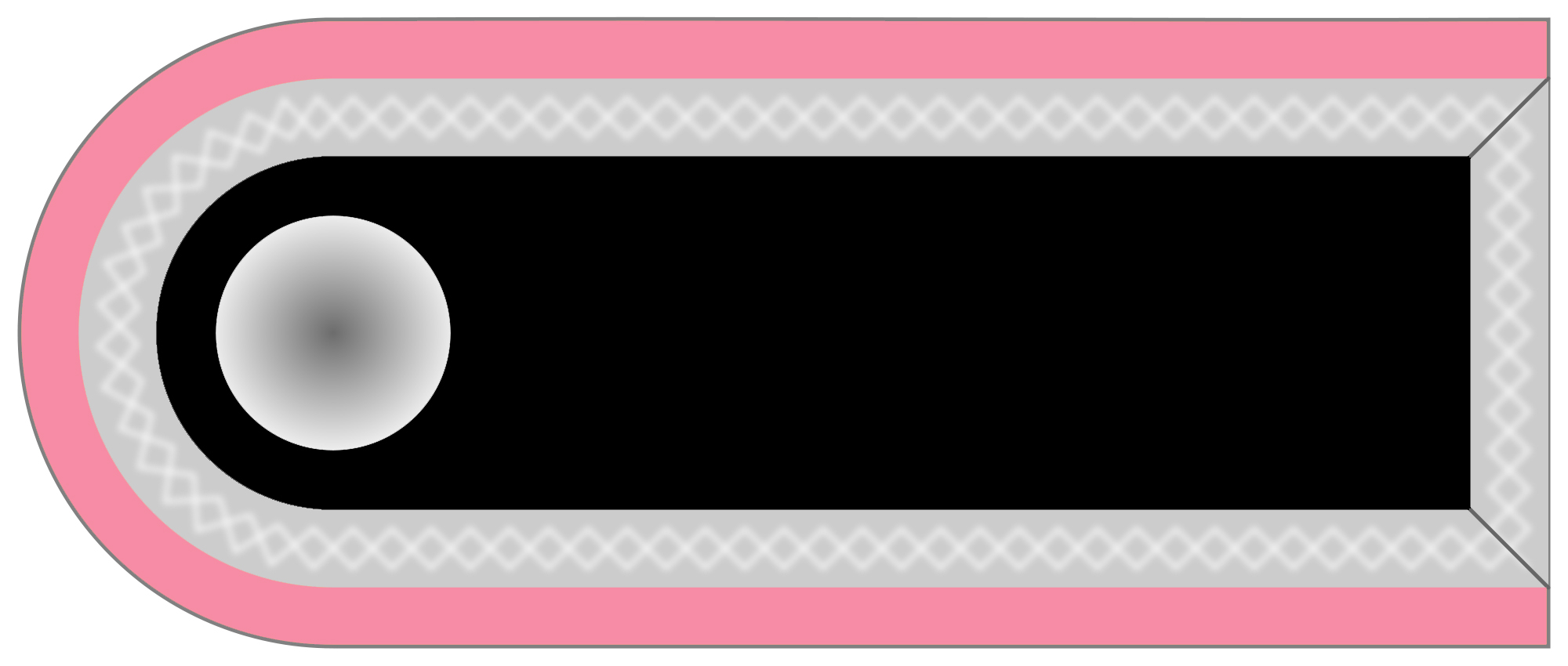
Epaulet (SS-Scharführer) (SS-Oberjunker)
Kraagspiegels
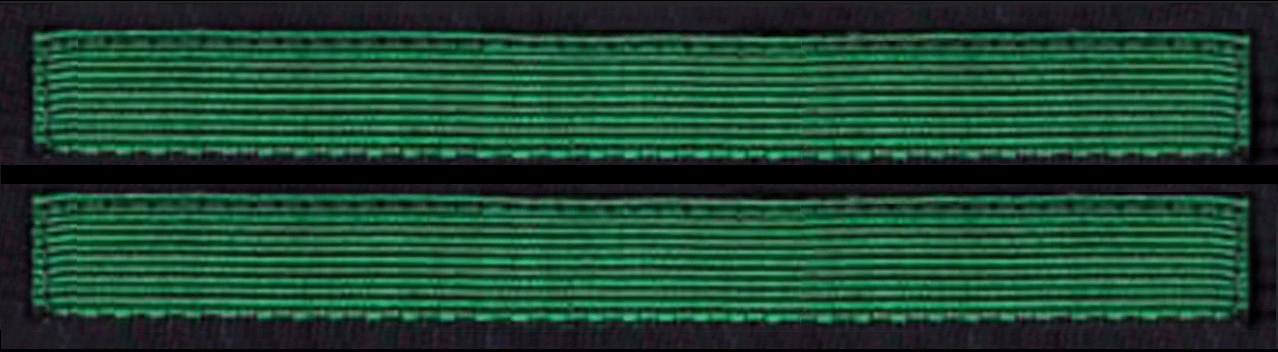
Mouw camouflage parka